# 馬拉尼翁省
馬拉尼翁省（西班牙語：Provincia de Marañón），是秘魯的省份，位於該國中部瓦努科大區，首府是瓦克拉丘科，始建於1912年10月21日，面積4,801.5平方公里，2005年人口24,734，人口密度為每平方公里5.2人。
8°36′23″S 77°08′54″W / 8.606486°S 77.148247°W